# Kaktusspett
Kaktusspett (Melanerpes uropygialis) är en fågel i familjen hackspettar inom ordningen hackspettartade fåglar. Den förekommer i sydvästligaste USA söderut till centrala Mexiko.

## Kännetecken

### Utseende
Kaktusspetten är en medelstor (21,5–24 cm) hackspett med brun på huvud och undersida, medan resten av ovansidan och undergumpen är tätt tvärbandad i svartvitt. Hanen har rött på hjässan. I flykten syns en liten vit handbasfläck och, till skillnad från karolinaspetten (Melanerpes carolinus) bandad undergump som inte kontrasterar mot ryggen.

### Läten
Lätet är ett ljudligt, hårt och något stigande "quirrr". Även skrattande "geet geet geet..." hörs. Artens trumvirvel är lång och håller jämn tonhöjd.

## Utbredning och systematik
Kaktusspetten förekommer i sydvästra USA och Mexiko. Den delas in i tre underarter med följande utbredning:
- Melanerpes uropygialis uropygialis – förekommer i arida låglänta områden i sydvästra USA till centrala Mexiko
- Melanerpes uropygialis cardonensis – förekommer i norra Baja California
- Melanerpes uropygialis brewsteri – förekommer i södra Baja California

Arten har tidigare behandlats som samma art som gråbröstad hackspett (M. hypopolius). Hybridisering förekommer med gulpannad hackspett (M. aurifrons) i sydvästra Mexiko.

## Levnadssätt
Kaktusspetten hittas i låglänta ökenområden med tillgång på vedartade växter stora nog för att kunna hacka ut ett bohål ur, som popplar utmed vattendrag eller saguarokaktusar. Arten är i princip allätare. Den häckar mellan april och augusti, och lägger ofta två eller tre kullar under en och samma häckningssäsong.

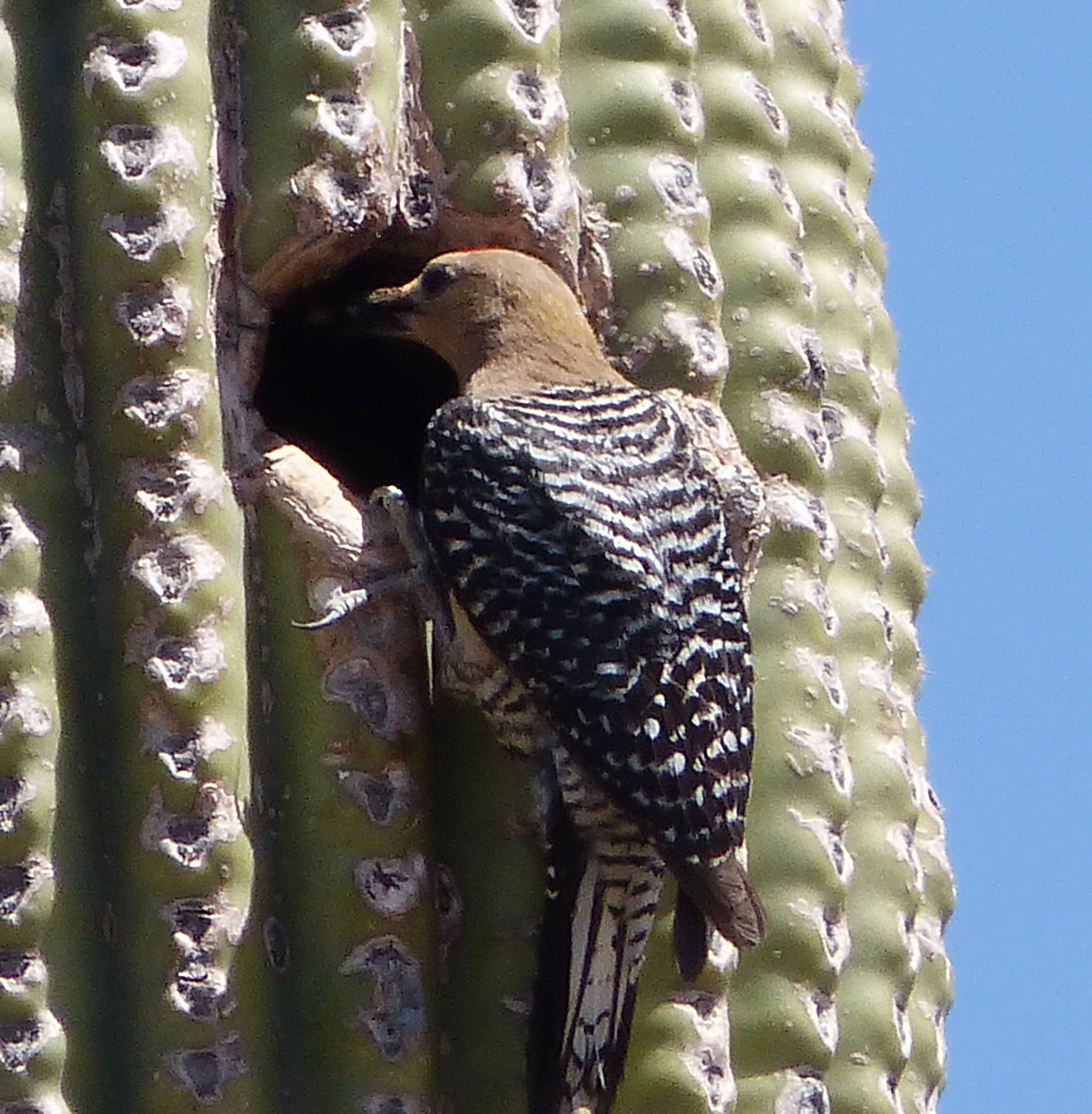
Kaktusspett vid sitt bohål i en saguarokaktus.

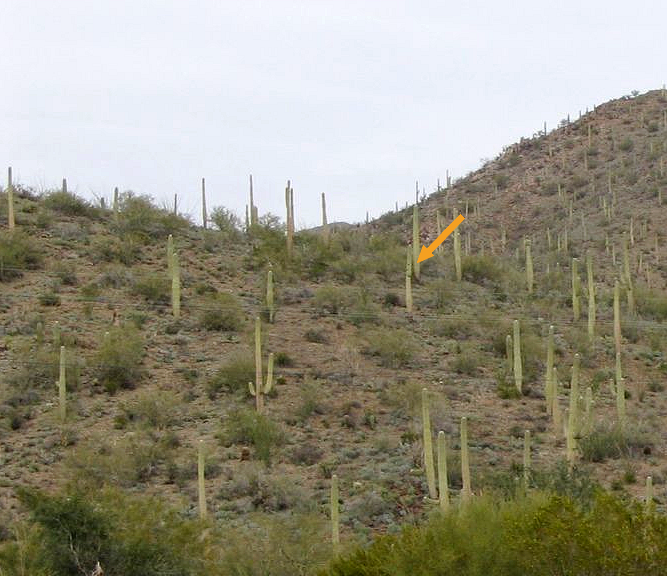
Typisk biotop för kaktusspetten.

## Status och hot
Arten har ett stort utbredningsområde och en stor population med stabil utveckling och tros inte vara utsatt för något substantiellt hot. Utifrån dessa kriterier kategoriserar internationella naturvårdsunionen IUCN arten som livskraftig (LC). Världspopulationen uppskattas till 1,6 miljoner häckande individer.